# 垃圾科学
垃圾科学（英語：Junk Science）是虛假或欺詐性的科學數據、研究或分析。這個概念經常在政治和法律背景下被引用，在這些背景下，事實和科學結果在做出決定時具有很大的影響力。该词带有贬义色彩，即該研究是由政治、意識形態、金融或其他不科學的動機不良所驅動的。
这一概念因民事法律纠纷中的专家证言环节而在1990年代流行起来。最近，这一词汇也用来批评某些公司出于自身目的而研究的环保、公共卫生相关危害（有时也用来反击这些批评）。
在某些语境，“垃圾科学”也指的是任何与讲话者本人所认定的“真科学”（sound science）相左的科学研究。

## 历史
“垃圾科学”一词在1985年之前就已经有人在用——美国司法部1985年一份报告称：
不正当科学证据（一般称“垃圾科学”）已经导致一部分科学研究无法獲当今科学、医药界共识所认可。
1989年，气候学家杰瑞·马尔曼将“全球变暖是由于太陽週期活动造成”的观点批判为“喧嚣的垃圾科学”（noisy junk science）。

## 注解
1. ↑  原文：The use of such invalid scientific evidence (commonly referred to as 'junk science') has resulted in findings of causation which simply cannot be justified or understood from the standpoint of the current state of credible scientific or medical knowledge.